# 仲西三良

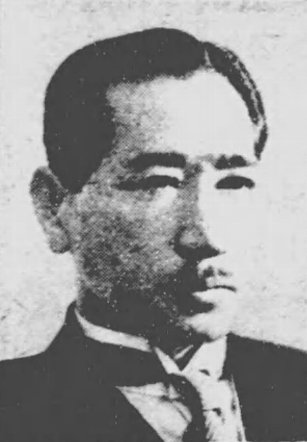
仲西三良

仲西 三良（なかにし さぶろう、1890年（明治23年）3月20日 - 1956年（昭和31年）12月6日）は、日本の衆議院議員（立憲民政党）、矢吹町長。

## 経歴
福島県岩瀬郡鏡石村（現在の鏡石町）に滝田貫之の三男として生まれ、仲西勇吉の養子となった。1920年（大正9年）、東京帝国大学法科大学を卒業した。検事となり、東京地方裁判所予備検事、札幌区裁判所検事を務めた。退官後、矢吹銀行副頭取、矢吹町農会長、西白河郡農会長、福島県農会議員を歴任し、矢吹町長に就任した。
1936年（昭和11年）、第19回衆議院議員総選挙に出馬し、当選。第20回、第21回でも当選を果たした。
戦後、大政翼賛会の推薦議員だったため公職追放となり、1951年（昭和26年）追放解除となった。